# Gonomyia unispicata
Gonomyia unispicata är en tvåvingeart som beskrevs av Alexander 1956. Gonomyia unispicata ingår i släktet Gonomyia och familjen småharkrankar. Inga underarter finns listade i Catalogue of Life.